# Élections législatives jordaniennes de 2016
Les élections législatives jordaniennes de 2016 se déroulent le 20 septembre 2016.